# Sirarstvo
Sirarstvo je poklicna dejavnost, živilska panoga ter tudi proces izdelave sira iz mleka, ki vključuje različne postopke.

## Zgodovina sirarstva
Gre za eno najstarejših oblik predelave mleka, ki je nastala že pred več tisočletji, ko so ljudje začeli gojiti živali in uporabljati njihovo mleko za prehrano.
Ena od legend pravi, da je sir pred davnimi časi odkril arabski trgovec, ki je potoval čez puščavo z zalogo mleka v mehurju. Vročina je mleko sesirila, sirotka se je ločila od skute, trgovec pa je lahko jedel sir in pil sirotko. O pravem izvoru izdelave sira ni dokazov. Najstarejši arheološki dokazi njegovega izdelovanja so še danes vidni na stenah egipčanskih grobnic iz obdobja okoli 2000 pr. n. št. Najbrž so bili prvi siri precej grenki in slani, podobni grškim.
V Evropo naj bi prvi siri prispeli iz Male Azije, kasneje pa po trgovskih poteh rimskega imperija, vendar so kasneje v Evropi razvili nove in drugačne vrste sirov.
Dejavnost izdelave sirov se je s planin oz. planšarij in kmetij skozi zgodovino selila najprej med obrtne dejavnosti, danes pa večino sirov proizvedejo po industrijskih postopkih, v zato prilagojenih obratih, mlekarnah ali sirarnah.

## Sirarstvo v Sloveniji
V Sloveniji ima sirarstvo dolgo tradicijo, zlasti v planšarskih okoljih, kot so Bohinj, Tolmin in Velika planina. Že v srednjem veku so v samostanih izdelovali različne vrste sirov, dolgo tradicijo izdelovanja imata tudi sira mohant in tolminc. Slednji se omenja že v 13. stoletju, ko je bil v zapisih naveden kot enota naturalnega plačilnega sredstva za dajatve fevdalcem, 12. aprila 1756 pa je bil kot Formaggio di Tolmino - tolminski sir, zapisan na ceniku sirov v mestu Videm, katerega original hrani državni arhiv v Vidmu.
V Sloveniji je bil znan sir trapist, ki so ga pred drugo svetovno vojno poleg čokolade in likerjev izdelovali menihi trapisti na svojem posestvu, katerega središče je bil Grad Rajhenburg pri Brestanici.

### Razvoj sirarstva v Sloveniji
V 19. stoletju so se pričele ustanavljati sirarske družbe oz. zadruge, ki so povezale kmete in omogočale skupno predelavo mleka in prodajo sirov. Leta 1873 je v Bohinj prišel Thomas (Tomaž) Hitz iz Ementala in domačine naučil izdelavo sira po švicarskih postopkih. Po drugi svetovni vojni se je sirarstvo preselilo v mlekarne in sirarne v dolini, kjer so nadgradili planšarsko sirarsko tradicijo z industrijskimi postopki.
Leta 1998 je bilo ustanovljeno Združenje kmečkih sirarjev Slovenije, ki je ključno za dvig kakovosti in znanja na področju sirarstva na kmetijah. Združenje je pomagalo prilagoditi zakonodajo, ki je bila prej namenjena le velikim industrijskim obratom, ter na kmetih omogočilo razvoj malih sirarn ter proizvodnjo različnih različic sirov. (glej: Sir)

## Postopek izdelovanja sira
Sir se največkrat izdeluje iz mleka krav, lahko tudi drugih sesalcev, vključno z ovcami, kozami, bivoli, severnimi jeleni, kamelami in jaki, včasih pa tudi iz mešanice dveh vrst mleka.
Sir je mlečni izdelek, ki nastane s koagulacijo oz. strjevanjem mleka – to pomeni, da se segreto mleko sesiri s pomočjo sirišča (encima, ki razkraja mlečne proteine) in kulture različnih mlečnokislinskih bakterij (npr. Lactococcus lactis, Streptococcus thermophilus, Lactococcus helveticus). Pri tem se ločita sirnina (trdna snov) in sirotka (tekočina). V bakrenih kotlih nastala sirna zrna razrežejo in segrevajo, po odvajanju sirotke pa v modelih stisnejo v hlebe ali kolute. Siri se namakajo v slanici in v kontroliranih pogojih zorijo več tednov, vmes pa jih redno obračajo ter ščetkajo, vse dokler niso zreli (dobijo skorjo) oz. so primerno starani. Vrsta mleka, uporabljene bakterije, način obdelave in čas zorenja vplivajo na okus, teksturo in vrsto sira.

## Proizvodnja sirov
Mednarodni splošni standard za sir navaja, da je sir svež ali zorjen, čvrst ali polčvrst izdelek, ki se pridobiva:
a) z zgoščanjem (koagulacijo) posnetega ali delno posnetega mleka, smetane ali pinjenca ali kombinacije naštetih surovin s siriščem ali kislino in po delni odstranitvi sirotke, ki je posledica koagulacije;
b) s tehnološkim postopkom, ki obsega koagulacijo mleka in/ali iz mleka pridobljenih snovi, ki omogoča končni izdelek podobnih fizikanih, kemičnih in senzorčnih lastnosti, glede barve, vonja in okusa (npr. izdelava t.i. topljenih sirov).
| Deset največjih izdelovalk sira v letu 2011 (v metričnih tonah) | Deset največjih izdelovalk sira v letu 2011 (v metričnih tonah) |
| --------------------------------------------------------------- | --------------------------------------------------------------- |
| Svet                                                            |                                                                 |
| Evropska unija                                                  | 8.858.482                                                       |
| ZDA                                                             | 5.162.730                                                       |
| Nemčija                                                         | 2.046.250                                                       |
| Francija                                                        | 1.941.750                                                       |
| Italija                                                         | 1.132.010                                                       |
| Nizozemska                                                      | 745.984                                                         |
| Poljska                                                         | 650.055                                                         |
| Egipt                                                           | 644.500                                                         |
| Rusija                                                          | 604.000                                                         |
| Argentina                                                       | 580.300                                                         |
| Kanada                                                          | 408.520                                                         |

## Napake v sirarstvu
Najpogostejše napake:
- Kvaren vpliv kisline

Kadar v sirih ostane preveč sirotke, nastane v njih preveč kisline. Zato dobijo zlasti mladi siri kiselkast okus, so krhki in se pri rezanju drobe. V sirnem testu se zaradi tega pogosto pojavijo sirne razpoke. Če je v sirih premalo kisline, postane sirno testo gobasto, zaradi tega sirotka slabo odteka. Možna napaka je tudi, da se zunanja plast sirov zasluzi, tedaj se sirotka nabira v notranjosti sirov, v tako imenovanih gnezdih. Posledica tega je, da siri pozneje gnijejo.
- Napihovanje

Napihovanje povzročajo mikrobi (Coli-aerogenes), ki povrevajo mlečni sladkor in druge snovi v organske kisline in v pline. Napihovanje v sirih se pojavlja v naslednjih oblikah:

a) Gnidavost

Gnidavost spoznamo po mnogoštevilnih in zelo gostih luknjicah v sirnem testu. Pri starejših sirih utegnejo biti luknje tudi večje. Okus mladih sirov je nepravilen, kisel in spominja na kis. To napako laho ugotovijo šele pri oblikovanju ali soljenju sira; če potolčejo s prstom po siru in če »doni«, je gotovo napihnjen.
b) Kasnejše napihovanje

Kasnejše napihovanje je najbolj škodljiva oblika napihovanja in se pojavlja pogosto pri najboljših trdih sirih ementalskega tipa. Povzroča jo maslenokislinski bacil, ki pride v mleko ali s krmo ali z nesnago. Ta napaka se pojavi navadno pozno, šele po zorenju. Tvorba plina je tolikšna, da se siri napihnejo kot žoga. Testo je gobasto, žilavo in ima zelo neprijeten vonj in okus po masleni kislini. Siri s to napako navadno niso več za uporabo.
- Gniloba

Gniloba v sirih nastane zaradi razkroja beljakovinastih spojin, pri čemer nastanejo zelo smrdljive, včasih tudi zelo strupene snovi. Ločimo naslednje vrst gnilobe:
a) Bela gniloba

Bela gniloba nastane pri trdih sirih zaradi predolgega sušenja. Spoznamo jo po belih razmehčanih in neznosno smrdljivih grudah v notranjosti sira.
b) Siva gniloba

Siva gniloba nastane pri trdih sirih po 3 do 5 mesecih, ko so bili izdelani. Spozna se po odvečni kislini, tvorbi plina, gnusnem smradu, ter sivkasti in steklasti podobi testa.
c) Površinska gniloba

Površinska gniloba napade zlasti mlade mehke mlade sire na površini. Tu se napravljajo sivkaste mehke lise na testu, ki zelo ogabno smrde. Pri tem pa se istočasno tvorijo tudi strupene snovi.
d) Suha gniloba

Suha gniloba ali sirni rak se pojavlja zlasti na površini trdih sirov, kadar se na njih še ni razvila maža in dokler so še kisli. Povzročitelj je plesen, ki se je zajedla globoko v testo, na napadenih mestih pa nastanejo globelice, ki se ovlaže in se v njih potem kmalu naselijo prave gnilobne bakterije. Kjer se je pojavil sirni rak, je potrebno vse predmete, ki so prišli v dotik s sirom, zlasti pa lesene police in stojala, temeljito razkužiti, prostore pa prebeliti s svežim apnom.
- Raztezanje

Raztezanje sirov je zelo pogosta napaka mladih sirov. Ta napaka se kaže tako, da se sirno testo zelo hitro razkroji in se izteče iz oblike kot gosta, po zrelem siru dišeča smetana. Ta napaka se pojavi zaradi nepravilnega proizvodnega postopka.
- Grenak okus

Grenak okus v sirih se pojavlja, kadar vsirjajo grenko ali premalo zrelo mleko, kadar sir prehitro ali preveč solijo in kadar siri predolgo zore pri nizki toploti. Grenkoba v siru je lahko začasna ali trajna.
- Modre ali temne lise

Modre ali temne lise v sirih nastanejo zaradi učinkovanja raznih kovin na sir (baker, železo ali pa svinec). Ta vrsta napake se pojavlja takrat, če uporabljajo slabo ali zarjavelo mlekarsko posodo.
- Bela maža

Bela maža na sirih nastane zaradi nepravilnega zorenja.
- Sirni črvi

Črvi v sirih so ličinke muhe sirovke (Piophila casei), ki jih ta izleže v omehčano in močno zrelo sirno testo.

## Znani sirarji in strokovnjaki
- Thomas Hitz[8]
- Oskar Robert Böhm (1883-1963) [9]
- Ivan Larcher[10]
- Irena Orešnik[11]
- Danijel Čotar